# Arvid Ringheim
Arvid Ringheim (født 2. april 1880 i København, død 11. december 1941) var en dansk skuespiller. Han var tvillingebror til skuespilleren Viking Ringheim og far til skuespillerne Gudrun (1915-1971) og Lise Ringheim.
Ringheim var søn af løjtnant og grosserer Henrik Gottschalck Ringheim (1853-1921) og hustru Cathinca Vilhelmine Ringheim (1851-1911). Faren kom oprindeligt fra Sverige, hvor han var født i Stockholm, men blev dansk gift og bosatte sig i København.
Ringheim scenedebuterede i Esbjerg og medvirkede ved flere teatre rundt om i landet, inden han i 1903 engageredes ved Frederiksberg Morskabsteater. Han gjorde sig bemærket som karakterskuespiller. Han filmdebuterede i 1910 i stumfilmen Fra det mørke København og arbejdede også som filminstruktør, manuskriptforfatter og skuespiller. Han deltog i seks af Frans Lundbergs film.